# Мадзігон Василь Миколайович
Васи́ль Микола́йович Мадзіго́н (нар. 3 жовтня 1937 року, с. Карпівці Чуднівський район Житомирської області) — вчений-педагог, доктор педагогічних наук (1991), професор, перший віцепрезидент АПН України (з липня 2000 до березня 2012), директор Інституту педагогіки АПН України (1994—2013), дійсний член НАПНУ, заслужений діяч науки і техніки України, почесний доктор Національного педагогічного університету імені М. П. Драгоманова, фахівець у галузі трудового навчання, виховання дітей і молоді та профорієнтації, співавтор підручників з трудового навчання. 

## Біографія
Народився 3 жовтня 1937 року в Карпівці Чуднівського району Житомирської області у багатодітній селянській сім'ї. Його батько був грамотним, поєднував хліборобську працю з учительскою — навчав грамоти неписьменних односельців. У 1956 році закінчив Карповецьку середню школу (нині Карповецький ліцей).
З раннього дитинства допомагав родині по господарству, а  підрісши — працював в учнівській виробничій бригаді на полях сільського колгоспу, потім будівельником у радгоспі «Карпівці». У 1955 році за сумлінну працю його нагородили «Медаллю ВДНГ СРСР» і преміювали десятиденною поїздкою на Всесоюзну виставку досягнень народного господарства.
З 1956 по 1959 рік служив у Радянській армії, навчався у корпусній школі молодшого командно-технічного персоналу з обслуговування потужних радіорадарів, що відповідало юнацькому захопленню радіоаматорством. Згодом отримав першу керівну посаду — начальника потужної експериментальної радіорадарної станції стратегічного спостереження та виявлення літаючих засобів. Йому доручили випробовувати експериментальну техніку, тоді він не лише справився з виконанням завдань, але й проявив себе як дослідник-раціоналізатор, здійснив понад 10 технічних удосконалень та винаходів, результати яких публікували у «Військовому віснику» та на військових конференціях Приволзького військового округу. З 1959 по 1960 рік навчався на паркетника (майстра, який виготовляє і настилає паркет).
У 1959 році після демобілізації працював будівельником у «Київміськбуді-1», брав участь у зведенні житлового масиву «Нивки», школи-інтернату № 7 (нині № 23), у якій залишався працювати лаборантом-електриком до 1961, а потім — учителем фізики і виробничого навчання протягом 10 років, до 1971.
Вступив до радіофізичного факультету Київського університету імені Т. Г. Шевченка, однак через певні обставини перевівся до Київського політехнічного інституту, в якому в 1968 році підготував і успішно захистив дипломний проєкт «Кольцевые пересчетные устройства», здобувши кваліфікацію інженера електронної техніки. Працював інженером на виробництві і вчителем у школі, потім лише вчителем.
Поступив до Українського науково-дослідного інституту педагогіки, у 1971 році — став молодшим науковим співробітником, а згодом аспірантом. У 1975 році після успішного завершення аспірантури захистив кандидатську дисертацію на тему: «Шляхи і засоби забезпечення наступності в трудовому навчанні учнів загальноосвітніх шкіл і профтехучилищ (на матеріалі електрорадіотехнічних дисциплін)». У 1982 — отримав вчене звання старший науковий співробітник. Під його керівництвом проводили дослідження з пошуку нових форм поєднання навчання з продуктивною працею. Василя Миколайовича включили до Ради з політехнізму. Одне з засідань якої відбувалося на експериментальному майданчику в Комінтернівському МНВК (міжшкільному навчально-виробничому комбінаті) у Харкові, яким опікувався молодий учений. Міністерство освіти СРСР схвалило цей досвід, а Всесоюзна нарада фахівців освіти і працівників базових виробництв рекомендувала поширити його на всю територію країни. В. М. Мадзігону запропонували очолити головний профільний науковий центр — Інститут трудового навчання і профорієнтації АПН СРСР. Проте він відмовився.
З 1983 по 1992 рік був заступником директора інституту з наукової роботи, з 1994 по 2012 рік — директором Інституту педагогіки АПН України.
У 1991 році захистив докторську дисертацію на тему «Політехнічні основи поєднання навчання з продуктивною працею учнів».
З 1992 по 1994 рік — ректор Українського інституту підвищення кваліфікації керівних кадрів Міністерства освіти України. У 1992 році присвоєно вчене звання професора.
Постановою Кабінету Міністрів України 1992 року його затверджено одним із академіків-засновників Академії педагогічних наук України.
У березні 1993 році на загальних зборах АПН України його обрали віцепрезидентом — керівником відділення теорії та історії педагогіки АПНУ, у грудні 1995 році — віцепрезидентом АПНУ, із січня 2000 року по березень 2012 — перший віцепрезидент АПНУ.

## Кримінальна справа та суд
«Судовий репортер» з посиланням на вирок від 17 січня 2023 року повідомляє, що Київський апеляційний суд розглянув справу колишнього директора Інституту педагогіки НАПНУ Василя Мадзігона та його сина, яких звинуватили у намаганні отримати $11 млн за оренду приміщення.
На балансі Інституту перебував будинок в центрі Києва — на вулиці Богдана Хмельницького,10, площею 2290 квадратних метрів. У 2011 році з пропозицією оренди приміщення на 49 років до керівника Інституту звернулась засновник ТОВ «Армада-кво». Мадзігон начебто висунув вимогу передати йому $11,5 млн винагороди. За це він погоджувався розірвати договір із попереднім орендарем і отримати погодження Президії Національної академії педагогічних наук на новий договір.
У березні 2012 року в Інституті педагогіки вилучили 250 тисяч доларів та 800 тисяч гривень, а Василь Миколайович і його син були затримані СБУ. Планувалося, що решту $10,65 млн підприємиця перерахує до статутного фонду нових компаній, приховуючи передачу неправомірної вигоди. 4 квітня 2013 року суд визнав Мадзігона винним у замаху на одержання неправомірної вигоди в особливо великому розмірі, а його сина — пособником, призначивши умовне покарання. Печерський райсуд змінив кваліфікацію справи на зловживання впливом. У 2018 році Апеляційний суд призначив по 2 роки і 1 місяць позбавлення волі з конфіскацією майна, але вирок був скасований і слухався повторно. Прокурор вимагав 10 і 9 років позбавлення волі з конфіскацією майна за ч. 4 ст. 368 КК України.
Мадзігон не заперечував, що підготував клопотання про надання дозволу на здачу в оренду приміщень Інституту та переконував Президію НАПН передати їх у довгострокову оренду через аварійний стан будівлі. Після отримання дозволу, він ініціював розірвання попереднього договору оренди з Фондом і укладення нового договору з ТОВ «Армада-кво». Мадзігон усвідомлював можливість отримання хабаря від нового орендаря, тому наполіг на розірванні попереднього договору. Суд вважав, що його дії підпадають під ст. 368 КК України як сприяння у прийнятті неправомірного рішення та зловживання службовим становищем. Мадзігону інкримінували сприяння укладенню договору оренди та розірванню попереднього договору з порушенням законодавства.
Суд вирішив, що перекваліфікація дій обвинувачених судом першої інстанції була безпідставною. Протягом всього розгляду справи підсудні не заперечували отримання 800 тисяч гривень і 250 тисяч доларів США, які були в них вилучені. Суть позиції захисту зводилась до того, що гроші професор із сином отримали за договором позики. 11 мільйонів доларів обговорювали в контексті викупу будівлі.
Син Мадзігона є кандидатом педагогічних наук, працював на посаді старшого наукового співробітника лабораторії трудової підготовки і політехнічної творчості за сумісництвом Інституту педагогіки Національної академії педагогічних наук України, нагороджений грамотою Інституту екології, економіки і права. Обставинами, які пом'якшують покарання, визнано сприяння розкриттю злочину і стан здоров'я обох засуджених, які мають хронічні захворювання. Також врахований похилий вік Мадзігона-старшого, якому виповнилося більш як 80 років, його досягнення в науці, наявність почесних звань та нагород. Батька і сина засудили до однакового покарання — по 8 років позбавлення волі з конфіскацією майна.
Після звернення до Європейського суду з прав людини він констатував порушення пункту 1 статті 6 та статті 13 Конвенції про захист прав людини і основоположних свобод через надмірну тривалість кримінального провадження та відсутність ефективного засобу юридичного захисту на національному рівні. 16 листопада 2024 року суд постановив, що держава-відповідач повинна сплатити заявникам зазначені суми протягом трьох місяців, а після цього на них нараховуватиметься простий відсоток за ставкою Європейського центрального банку плюс три відсоткові пункти.
«Стопкор» згадав випадок В. Мадзігона серед «найбільших хабарів в історії України», а видання «kp.ua» серед десяти «рекордних хабарів в Україні».

## Наукова робота
Наукові інтереси були пов'язані з розробкою проблем реалізації політехнічних основ поєднання навчання з продуктивною працею. У дослідженнях В. М. Мадзігона визначена дидактична взаємодія наукових основ виробництва з основами наук як необхідна умова для оптимального поєднання навчання з продуктивною працею. Такий підхід був взятий за основу теоретичної розробки і дослідно-експериментальної перевірки різних інноваційних форм організації педагогічно доцільного шкільного виробництва.
Вчений був членом редколегій журналів: «Педагогіка і психологія», «Комп'ютер у школі та сім'ї», «Трудова підготовка в закладах освіти», «Директор школи, ліцею, гімназії», «Молодь і ринок», багатьох збірників наукових праць. Був головою спеціалізованої вченої ради із захисту докторських та кандидатських дисертацій в Інституті педагогіки АПНУ та членом спеціалізованої вченої ради із захисту кандидатських дисертацій в Інституті професійно-технічної освіти АПНУ.
Під його науковим керівництвом захищено 12 докторських і понад 40 кандидатських дисертацій. Автор понад 350 наукових праць з проблем трудового навчання, виховання і профорієнтації, ряду монографій і підручників з трудового навчання для загальноосвітньої школи та вищих навчальних закладів, зокрема «Педагогічні основи трудового становлення і професійного самовизначення учнівської молоді», «Трудове навчання», «Технічні види праці», «Продуктивна педагогіка», «Інтелектуальна власність», «Основи економіки» та інші. Автор понад 10 винаходів та технічних удосконалень у галузі трудового навчання та підготовки молоді до трудової діяльності.
У 1997 році входив до складу Організаційного комітету з підготовки та проведення акції «Передаймо нащадкам наш скарб — рідну мову». У 2003 році входив до складу наглядової ради Харківського національного університету імені В.Н. Каразіна. У 2004 році входив до складу Організаційного комітету з підготовки та проведення в Україні у 2004 році «Року сім'ї». У 2004 році входив до складу наглядової ради Харківського національного педагогічного університету імені Г. С. Сковороди. У 2005 році входив до складу комісії з реформування освіти.
Мадзігон В. М. автор статей «Виробнича практика» та «Виробниче навчання» в Українській радянській енциклопедії.

### Найбільш значимі публікації
За НАПНУ:
- Навчально-виховна робота в міжшкільному навчально-виробничому комбінаті (1978);
- Трудове навчання, виховання і профорієнтація (1981);
- Основи управління шкільним виробництвом (1989);
- Політехнічні основи поєднання навчання з продуктивною працею школярів (1989),
- Школа-ліцей (1990),
- підручники з трудового навчання для 5—7 класів (1990-1997)[12].

## Нагороди
- Заслужений діяч науки і техніки України (1997) — «за вагомий особистий внесок у розвиток педагогічної науки, національної освіти, впровадження сучасних методів навчання та виховання молоді»;

- Нагрудний знак «А. С. Макаренко» (1997);

- Почесна Грамота Верховної Ради України за наукові досягнення (2001);

- Орден «За заслуги» ІІІ ступеня (2003);
- Орден «За заслуги» ІІ ступеня (2007);
- Нагрудний знак «За наукові досягнення» та «К. Д. Ушинський» (2007).[1]